# 주다하
주다하(본명: 김주희, 1985년 12월 16일 ~ 2016년 5월 15일)는 대한민국의 레이싱 모델이다. 대한민국의 종합격투기 단체 로드 FC의 라운드 걸로도 활동한 경력이 있다.

## 사망
주다하는 2016년 5월 15일 2016 아시아 스피드 페스티벌(AFOS) 결승전이 열리는 전남 영암 국제 자동차 경주장(KIC)으로 승합차를 타고 가던 중 오전 8시 40분경 교차로에서 마주 오던 또 다른 승합차와 충돌하는 사고를 당했다. 사고 직후 목포의 한 병원 응급실로 이송 됐지만 끝내 사망했다. 향년 32세. 화장 후, 유골은 목포추모공원에 안치되었다.

## 학력
- 한국항공직업전문학교 항공운항과[2][3]

## 경력

### 레이싱 모델
- 2008년 GTM 푸마팀 전속
- 2009년 2009 CJO 슈퍼레이스 시케인 레이싱팀 전속
- 2011년 시케인 레이싱팀 전속
- 2011년 한국타이어 전속
- 2015년 핸즈 모터스포츠 페스티벌 2015 전속

### 에이빙 모델
- 2009년 오토모티브위크 포즈[4]
- 2009년 경주 밀레니엄 모터쇼 세븐카 포즈[5]
- 2009년 2009 엔터식스모터스포츠 페스티벌 포즈[6]
- 2010년 부산국제모터쇼 현대자동차 포즈
- 2011년 서울국제모터쇼 인피니티 포즈
- 2011년 구미S모터쇼 포즈
- 2012년 2012 부산국제모터쇼 포즈
- 2012년 국제게임전시회 지스타 2012 포즈
- 2013년 2013 서울모터쇼 포즈
- 2014년 2014 부산국제모터쇼 KIA 포즈
- 2015년 2015 서울모터쇼 포르쉐 포즈
- 2015년 부산 벡스코 지스타 2015 포즈

### 라운드 걸
- 2012년 Road FC 006: Final 4
- 2012년 Road FC 007: Recharged
- 2012년 Road FC 008: FINAL 4 Bitter Rivals
- 2012년 Road FC 009: Beat Down
- 2012년 Road FC 010: In Busan
- 2013년 Road FC 011
- 2013년 Road FC 012
- 2014년 Road FC Korea 001
- 2014년 Road FC 014
- 2014년 Road FC Korea 002: Korea vs. Japan
- 2014년 Road FC Korea 003: Korea vs. Brazil
- 2014년 Road FC 017